# Liste der Flüsse in Slowenien

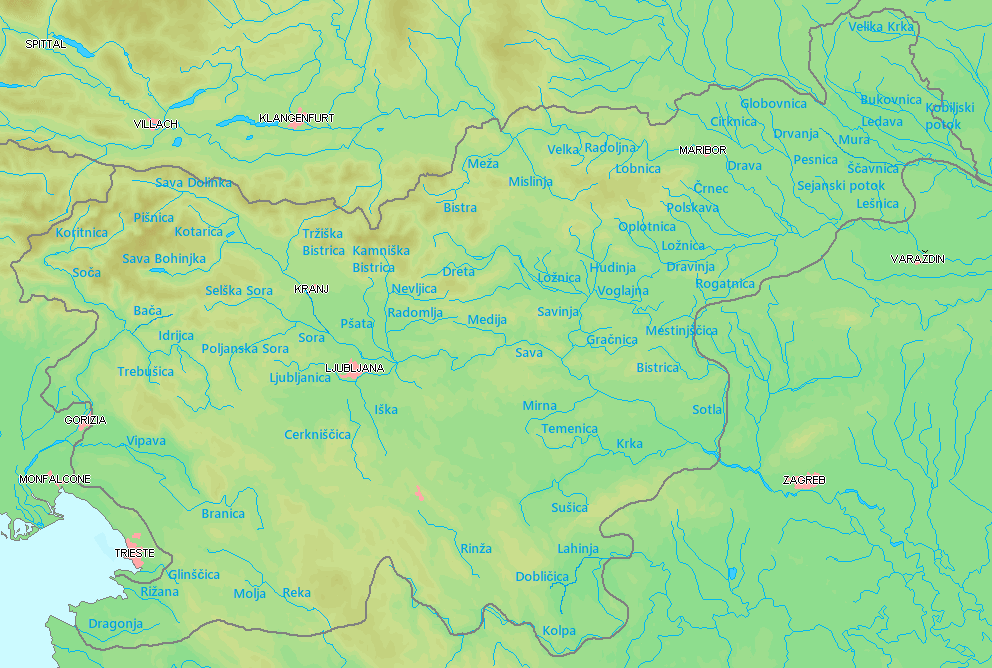
Physische Karte Sloweniens

Die Liste der Flüsse in Slowenien enthält eine Auswahl der Fließgewässer in Slowenien.
Slowenien durchfließen 59 Flüsse, die zusammen eine Gesamtlänge von etwa 2500 km haben. Davon entspringen 80 % auf slowenischem Territorium. Die Gesamtlänge aller Fließgewässer beträgt 26.989 km, was eine Flussdichte von 1,33 km je Quadratkilometer ergibt.
Die Save, die in den Julischen Alpen entspringt, ist mit 992 km (davon 221 km in Slowenien) der längste Fluss Sloweniens.

## Längste Flüsse
Diese Liste enthält alle Flüsse, die innerhalb Sloweniens über 50 km lang sind.
| Name     | Flusslänge in Slowenien | Flusslänge Gesamt |
| -------- | ----------------------- | ----------------- |
| Save     | 221 km                  | 992 km            |
| Drau     | 142 km                  | 749 km            |
| Kupa     | 118 km                  | 294 km            |
| Savinja  | 102 km                  | -                 |
| Soča     | 96 km                   | 138 km            |
| Mur      | 95 km                   | 438 km            |
| Krka     | 94 km                   | -                 |
| Sotla    | 86 km                   | 90 km             |
| Drann    | 73 km                   | -                 |
| Ledava   | 68 km                   | 76 km             |
| Pößnitz  | 65 km                   | 69 km             |
| Idrijca  | 60 km                   | -                 |
| Ščavnica | 56 km                   | -                 |
| Sora     | 52 km                   | -                 |
| Reka     | 51 km                   | 54 km             |

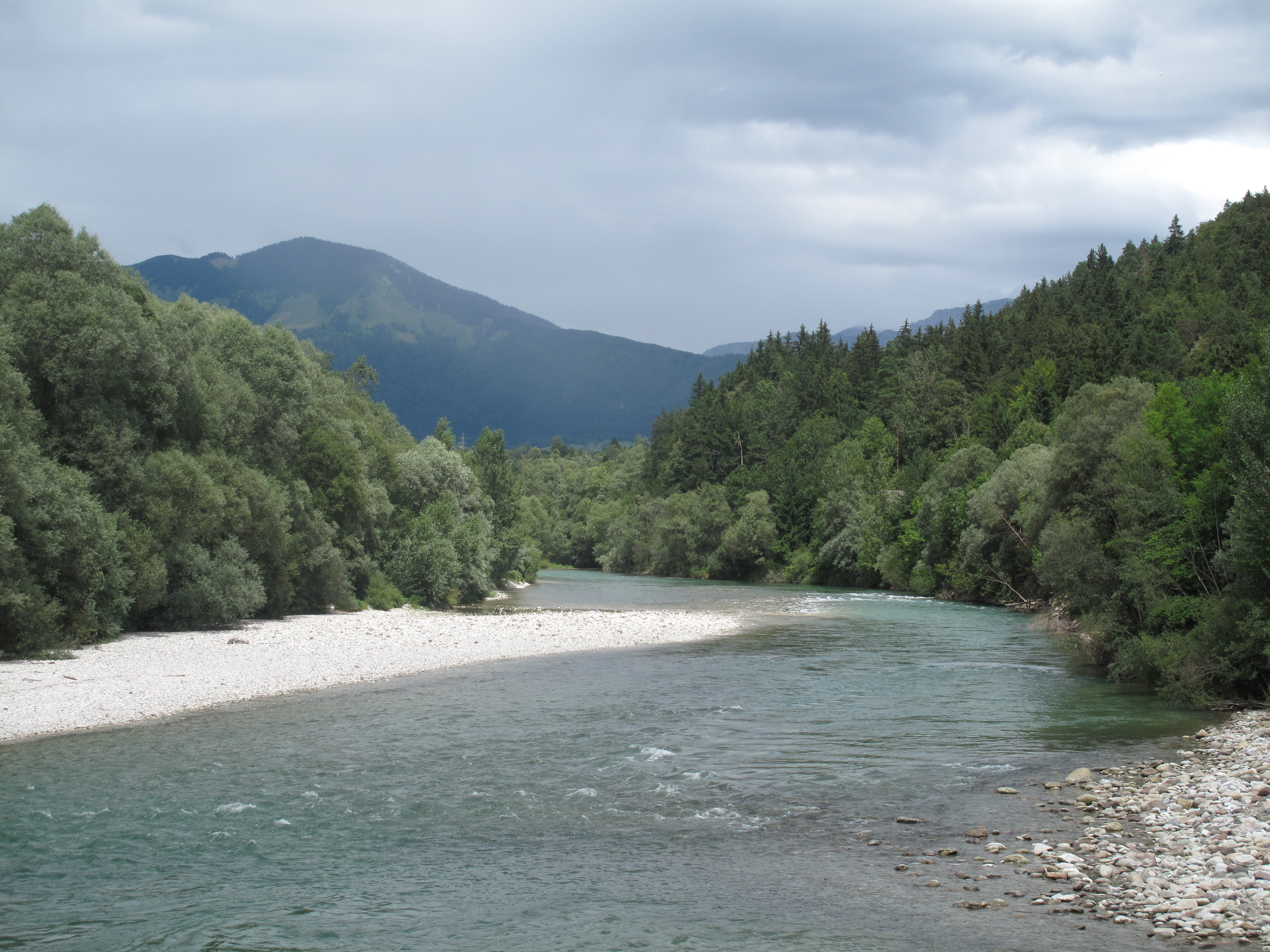
Die Save zwischen Gobovce und Podnart
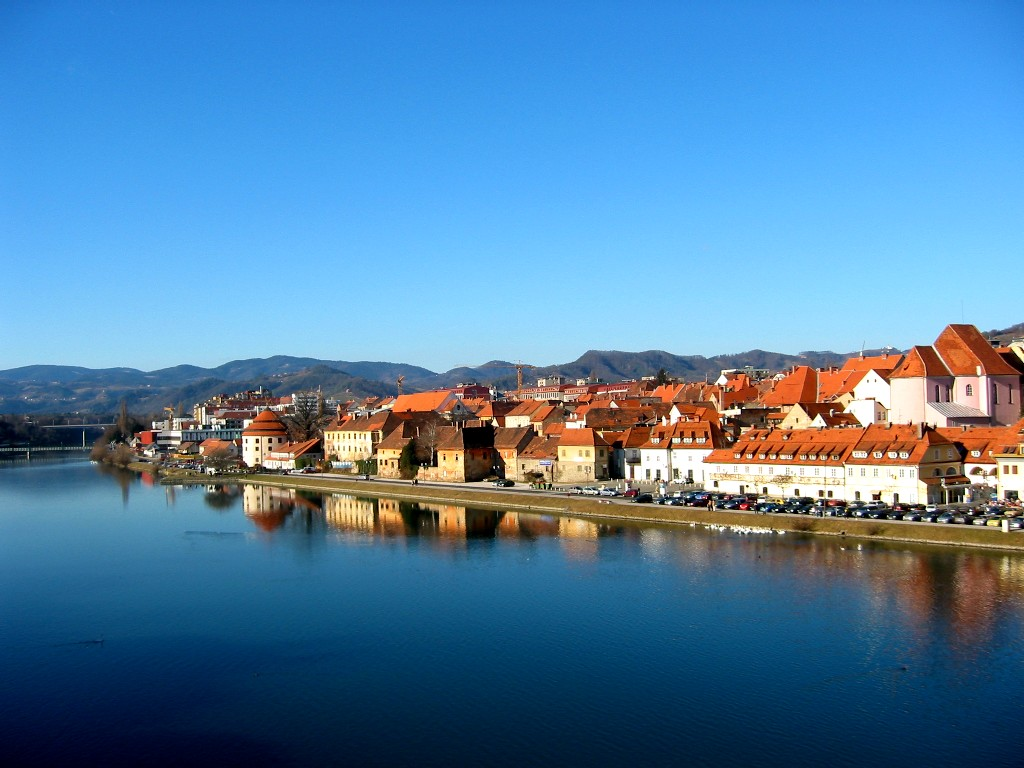
Die Drau in Maribor
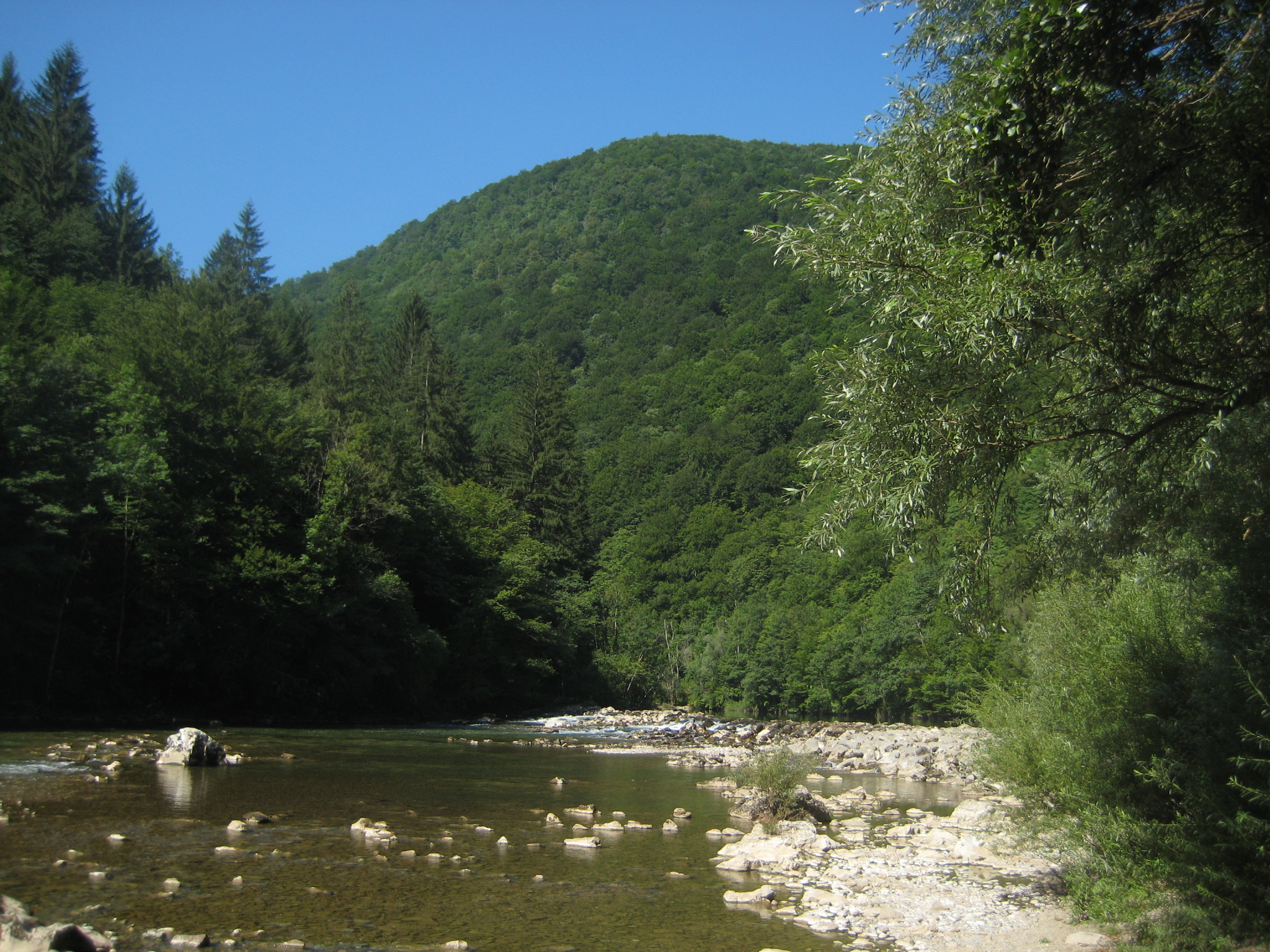
Die Kupa nahe der Burg Kostel
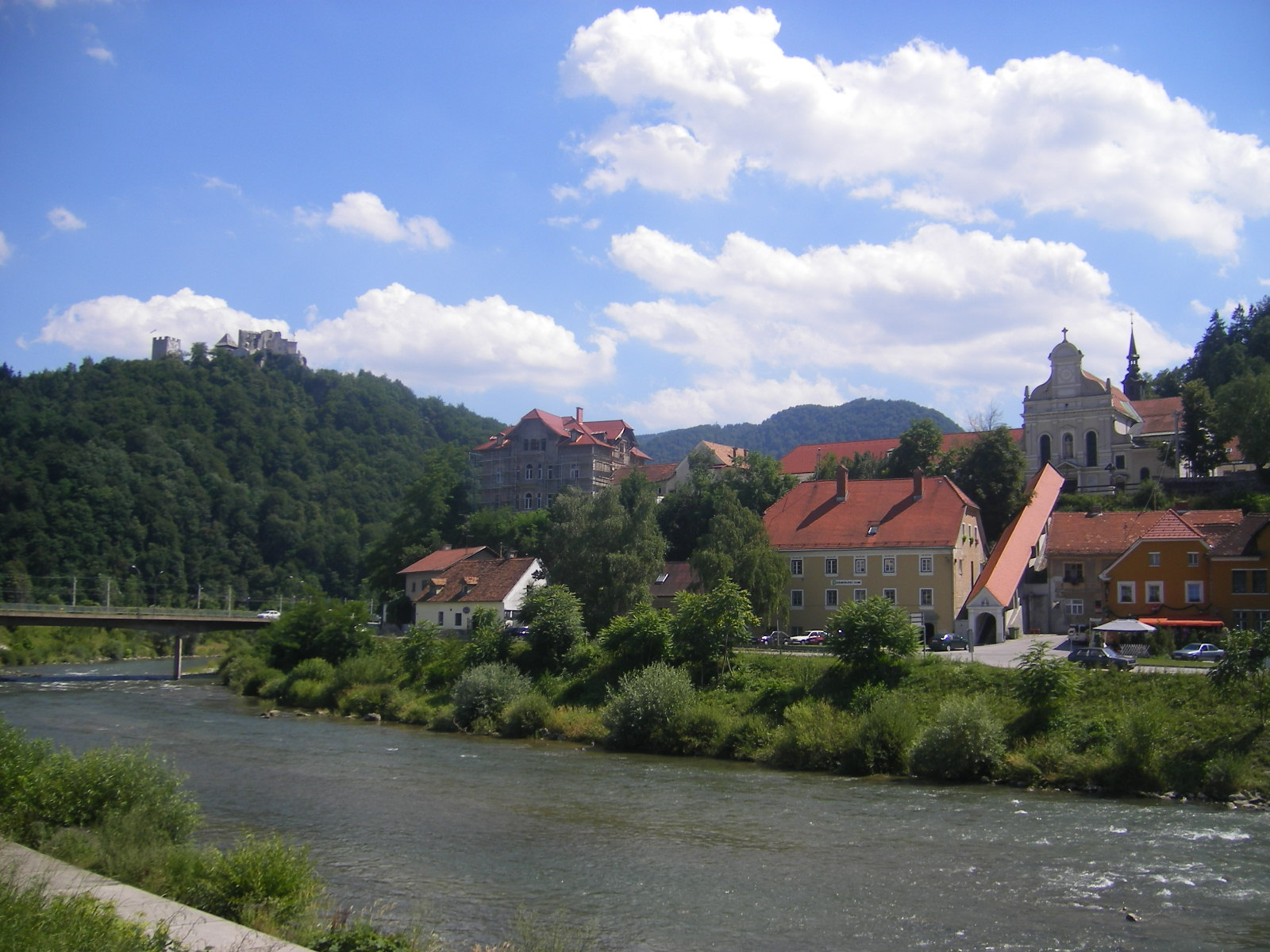
Savinja in Celje
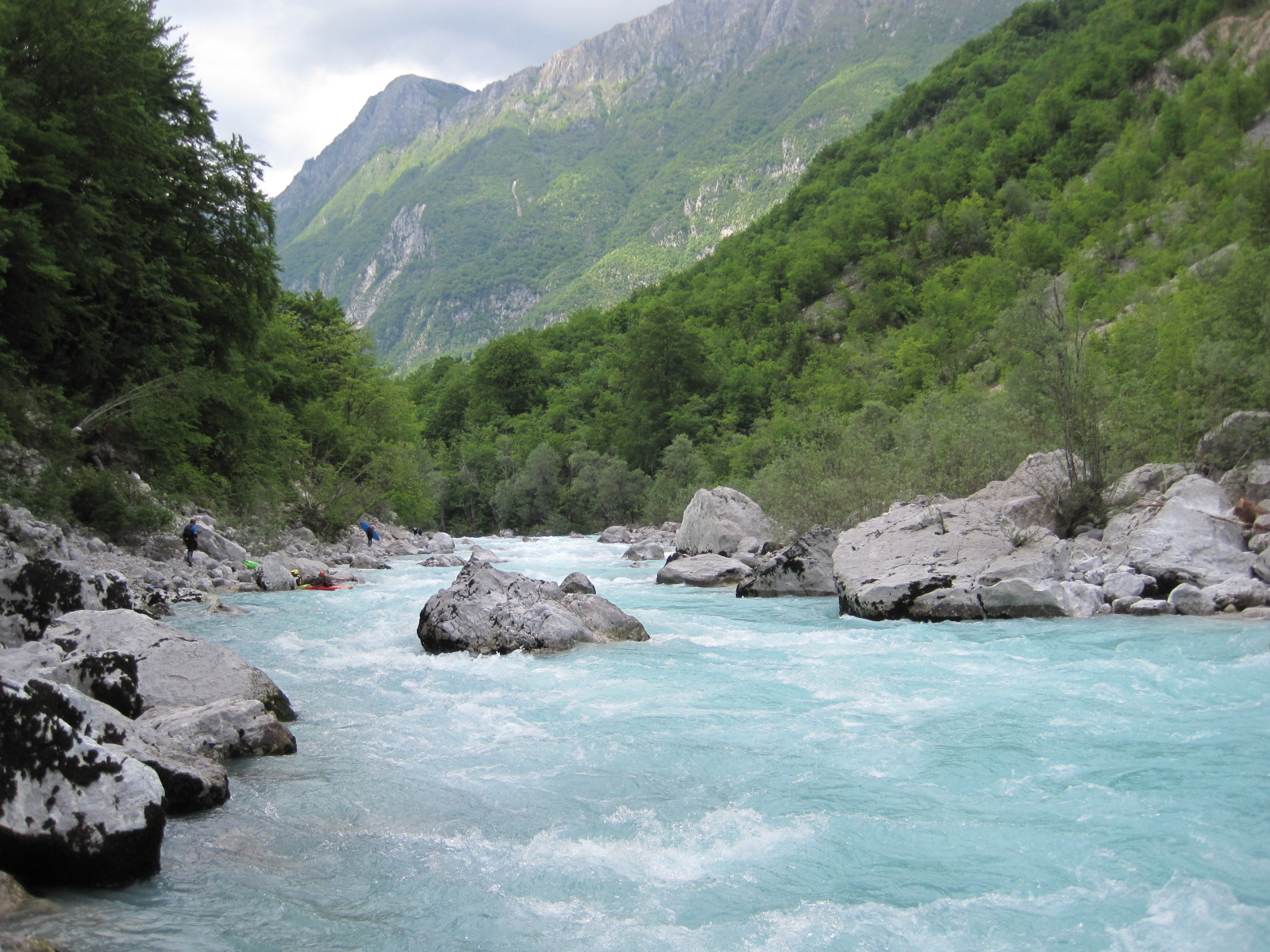
Soča bei Bovec

## Alphabetisch

### B
Boka

### C
Čabranka

### D
Dragonja, Drann, Drau, Drnica

### G
Gradaščica

### I
Idrijca

### K
Kerka, Kokra, Koritnica, Krka, Krupa, Kutschenitza

### L
Lahinja, Ljubljanica

### M
Mieß (Drau), Mirna (Save), Mislinja, Mur

### N
Natisone

### P
Paka, Pivka, Polskava, Poljanska Sora, Pößnitz (Drau), Pšata

### R
Radulja, Reka, Rižana

### S
Sava Dolinka, Save, Savinja, Ščavnica, Selška Sora, Soča, Sora, Sotla

### T
Temenica, Tržiška Bistrica

### U
Unica

### V
Vipava, Voglajna